# Вулиця Славковська (Краків)

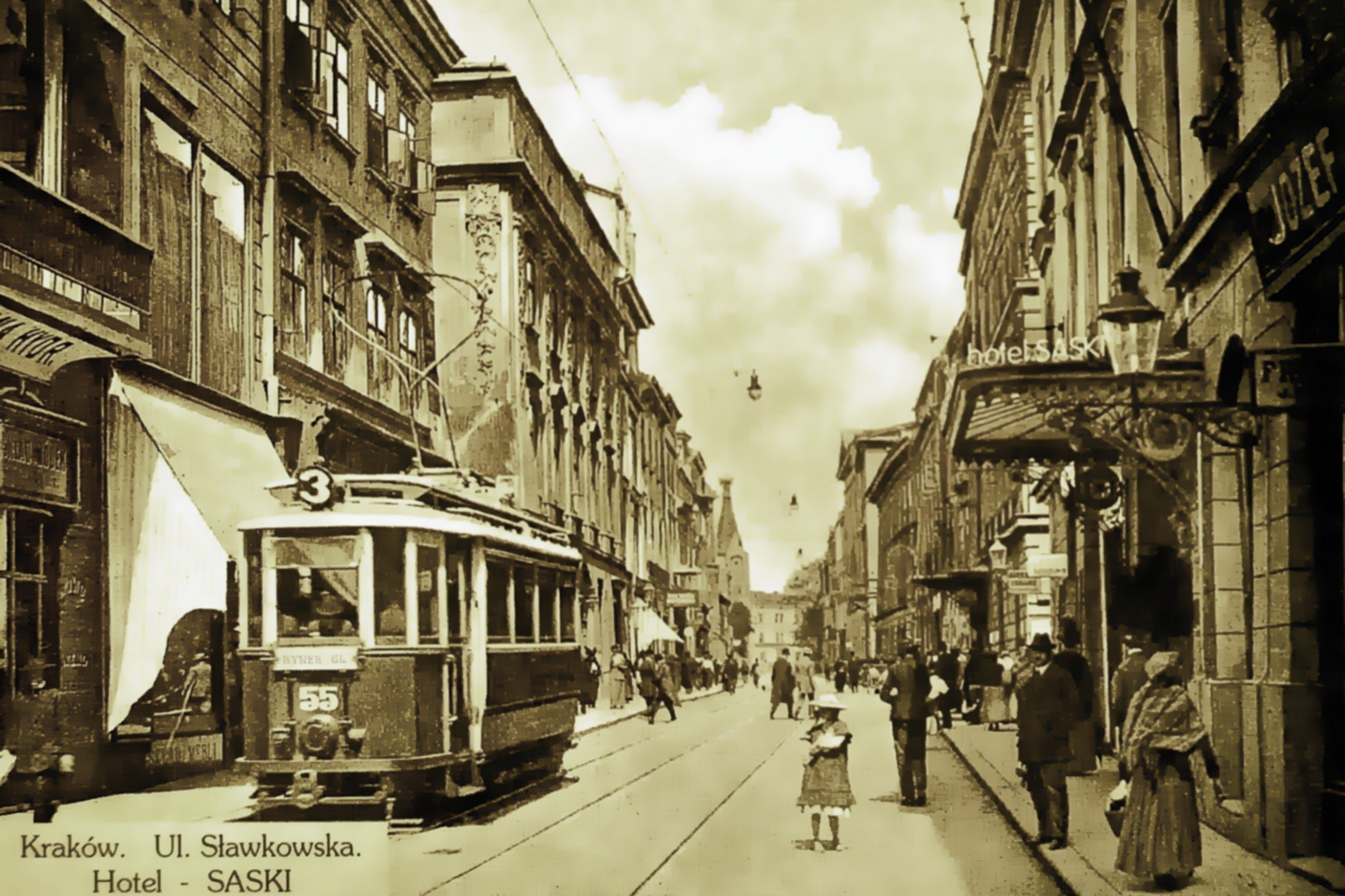
Вулиця Славковська на листівці 1914 року.

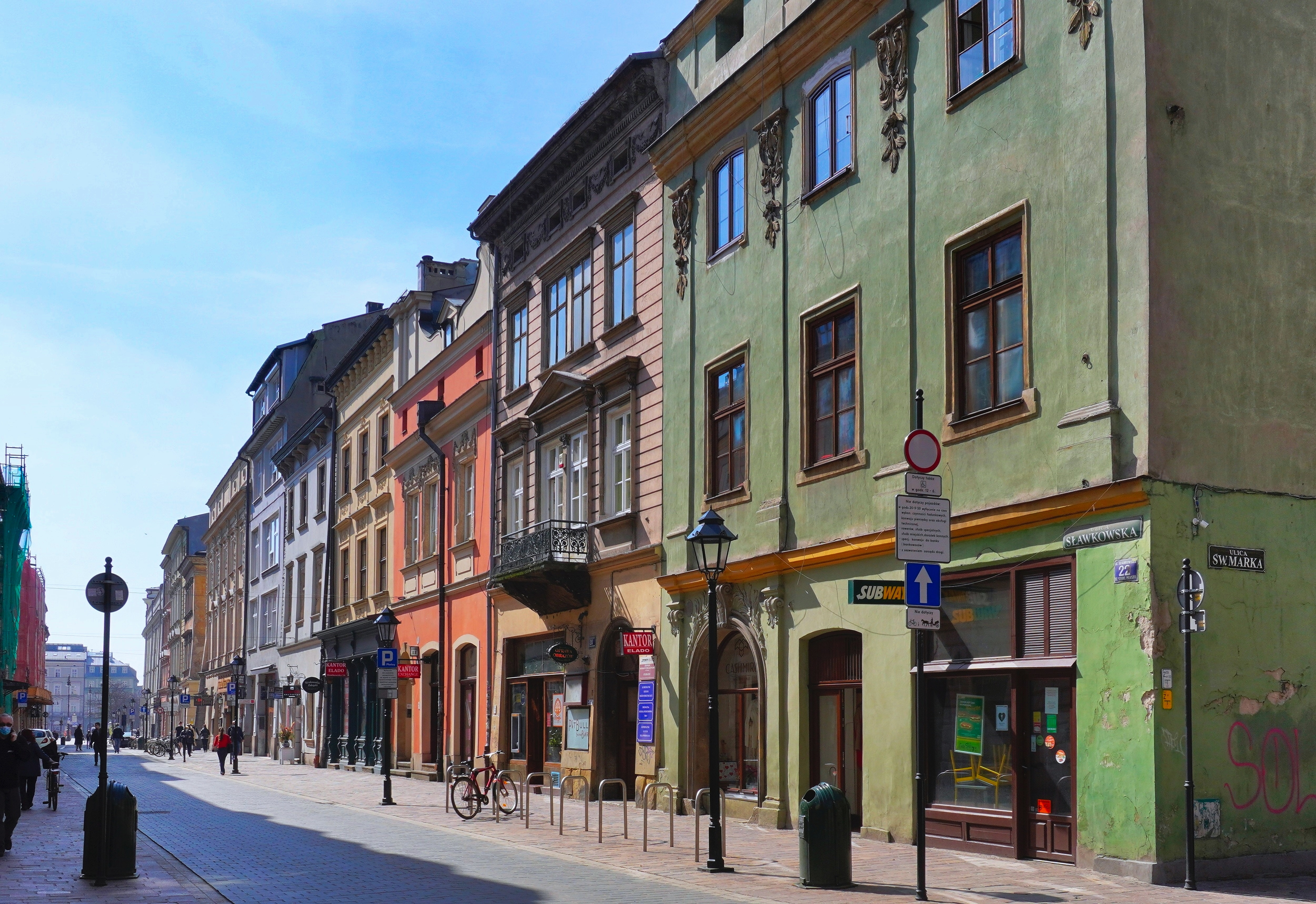
Вид на південний захід, західний фасад, між перехрестям з вул. вул. Марка і св. Томаша.

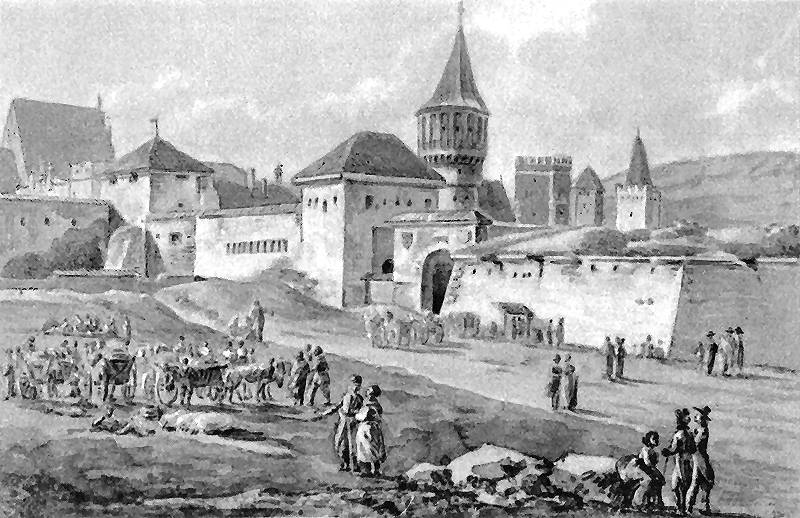
Вид на Славковську браму в Кракові (Зигмунт Фогель, 1799 — малюнок пером і тушшю).

Вулиця Славковська (пол. Ulica Sławkowska) — вулиця в Старому місті Кракова, яка колись була частиною середньовічного шляху до Славкува.
Вулиця вперше з'являється в міських записах 1307 року під назвою Slacovse gasse. В кінці вулиці знаходилася до початку ХІХ ст. Славковська (Кравецька) брама та фортифікаційна башта. Джерела повідомляють, що це була мурована споруда. Біля Славковської брами була ливарна майстерня, а в самій брамі жив бурмістр, який керував міським водопроводом (водогоном), розташованим між Брамою та нинішнім реформатським монастирем. У 1817 — 1822 роках мури і Брама були розібрані. Вулиця закінчується за лінією Плант на перехресті з вулицею Баштова (ul. Basztowa), де вулиця Длуга (ul. Długa) стає її продовженням.
У 2018–2019 роках на вулиці було проведено капітальний ремонт, у рамках якого покриття вулиці було замінено з асфальтового на бруківку — як останньої з вулиць, що виходять на площу Ринок, а саму трасу доповнили стилізовані ліхтарі. У рамках реконструкції також було розширено міські тепло-, газо- та водопроводи.

## Деякі кам'яниці
- № 1. Кам'яниця «Під оленем» («Pod Jeleniem») (або «Ludwikowska» від прізвища власників — Людвігів) — з середини XVI ст., тут містилася корчма «Під Оленем». Знаходиться на розі площі Головного Ринку та вул. Славковська. Серед гостей корчми був Йоганн В. Гете.
- № 3. «Готель Саскі» — повстав шляхом об'єднання в 1820-х роках корчми «Під угорським королем» (заснована на початку XIX ст. на місці костелу та монастиря бернардинів на вул. Св. Яна) з трьома сусідніми кам'яницями на вулиці Славковській. Після об'єднання кам'яниці отримали однакові фасади (від вул. Св. Томаша, вул. вул. Яна та вул. Славковська). Першим власником готелю був Мацей Кноц. Свою нинішню назву готель отримав у другій половині XIX ст. від Зали Саскої, що розташована зі сторони вул. Св. Яна, де влаштовувалися концерти та бали. У ній, серед іншого, були виступали Ференц Ліста, Йоганнес Брамс та Ігнацій Ян Падеревський. Після Другої світової війни до 1960-х років тут проходили вистави Камерного театру та театру «Гротеска».
- № 4. Кам'яниця Зайдлічовська — з XV століття, збереглися барокові портали, ліпні прикраси в вітальні.
- № 5-7. «Гранд готель» — повстав в результаті злиття двох кам'яниць: Венжиковської (№ 5) і Вержбенцінської (№ 7) у середині XIX століття. Кам'яниця «Венжиковська» («Wężykowska») — отримала свою назву від свого власника з кінця XVI століття Brykcz Wężyk, який був королівським секретарем. Одним із власників кам'яниці «Вержбенцінська» («Wierzbięcińska») у другій половині XVI сторіччя був Maciej Wierzbięta. Він керував друкарнею, яка видавала твори Яна Кохановського, Миколая Рея та кальвіністські тексти. Наразі подвір'я обох багатоквартирних будинків покриті скляним дахом. Всередині — їдальня у восьмигранному плані, яка називається Дзеркальною.
- № 6. Кам'яниця під ґанком — повстала на початку XIX століття з об'єднання двох середньовічних кам'яниць. У крамниці на першому поверсі видно поліхромну дерев'яну стелю.
- № 10. Баденівська кам'яниця — повстала у ХVІІІ столітті з об'єднання двох кам'яниць: кам'яниці родини Баденів (шляхетних львівських міщан) та кам'яниці родини Даровських.
- № 13. Палац Тарновських — повстав у XVII столітті шляхом поєднання двох будинків. Зберігся бароковий зал і портали. Ця краківська резиденція могутньої родини Тарновських є типовим прикладом міського палацу з доречно сформованим фасадом і репрезентативними кімнатами на першому поверсі (piano nobile). Багато декорований інтер'єр будівлі доповнювали гарні меблі та твори мистецтва. Були, серед інших, цінна галерея картин італійських та фламандських майстрів, про яку згадувалося в описах пам'яток Кракова міжвоєнного періоду. Пізніше ця колекція була розпорошена. Окрім вітальні та порталів, цінною окрасою палацу є також картуші над входом. Крім того, по обох сторонах вхідного порталу є автентичні висічені в камені заглиблення, що слугували для гасіння в них факелів. На розі будинку колись стояв залізний ланцюг, який замикав вулицю вночі та під час облоги міста. Власник майна був зобов'язаний замкнути його на величезний замок. Цей ланцюг згадується ще в 1679 році. До нашого часу дійшли лише залізні кріплення. Століттями палац Тарновських був важливим центром громадського життя старого Кракова. Після Другої світової війни процес повільного руйнування цієї резиденції продовжився. Останніми роками його ґрунтовно відреставрували[6].
- № 14. Будинок Дембінський або «Під дулом» — повстав у XV столітті. У другій половині XVII століття власником будинку був королівський єгер Каспар Дембінський (Kaspar Dębiński). Тоді під час ремонту будівлі фасад кам'яниці прикрасили розписами із зображенням різних видів зброї. З 1990-х років у підвалі знаходиться сцена Старого театру під назвою «Przy Sławkowskej 14»[7].
- № 17. — будинок, збудований для Краківського наукового товариства у стилі неоренесансу у другій половині ХІХ ст., на місці чотирьох зруйнованих готичних кам'яниць. Послідовними власниками є Академія мистецтв і наук, потім Польська академія мистецтв і наук. Нині тут знаходиться Краківський філіал Польської академії наук і Наукова бібліотека Польської академії мистецтв і наук і Польської академії наук у Кракові.
- № 18. Кушнєржовська кам'яниця — походить з XIV століття. Зберігся без значних архітектурних змін. Назва походить від імені одного з власників — Maciej Kuśnierz. Аттика датується рубежем XVI-XVII століть.
- № 32. Палац Бадені — на розі з вул. Піярська 7-9 (ul. Pijarską), збудований наприкінці ХІХ ст. Нині тут знаходиться Центр дослідження боргу та розвитку при Ягеллонському університеті.

## Галерея

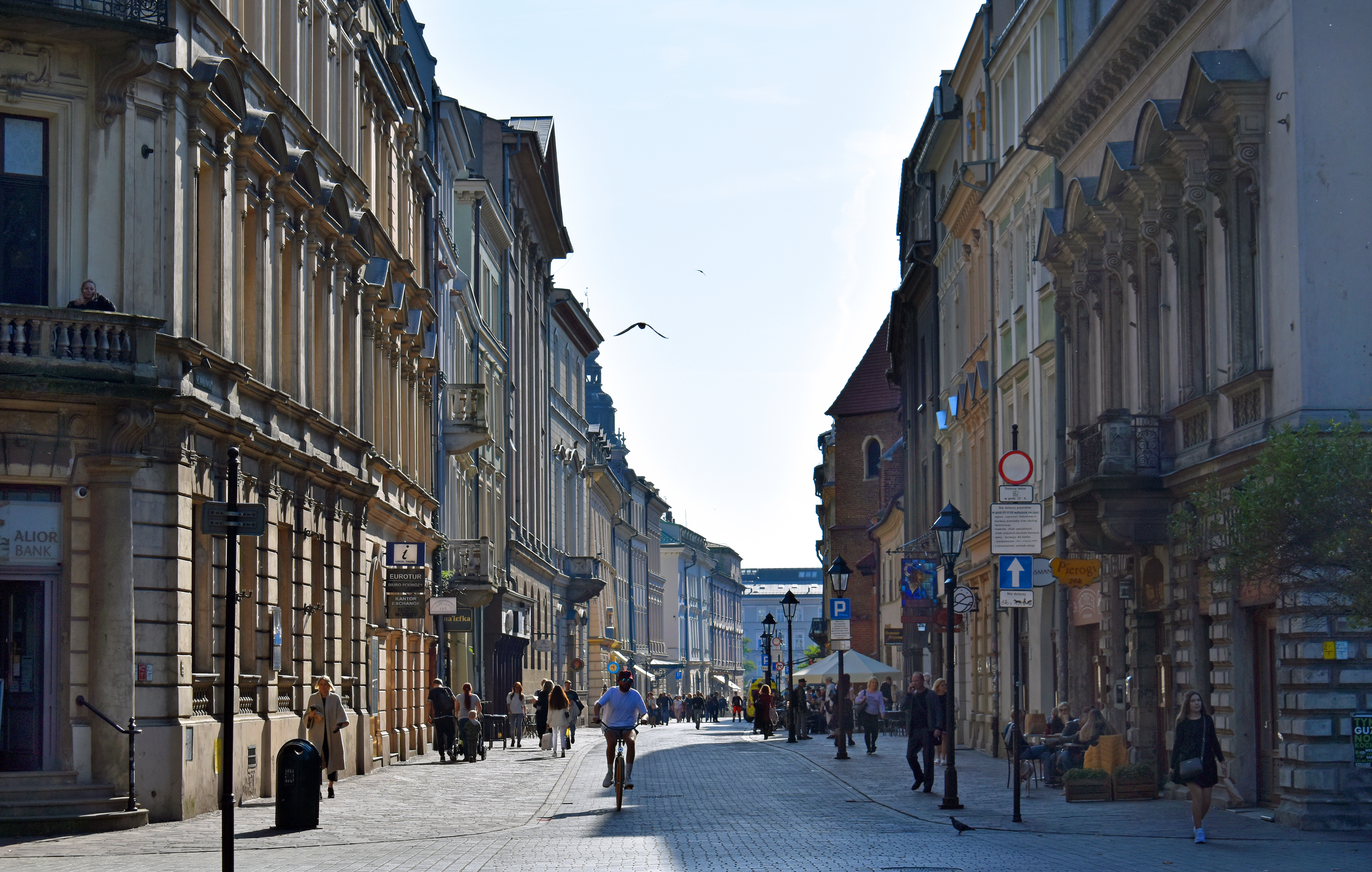
Вигляд вулиці з Плант (з півночі)
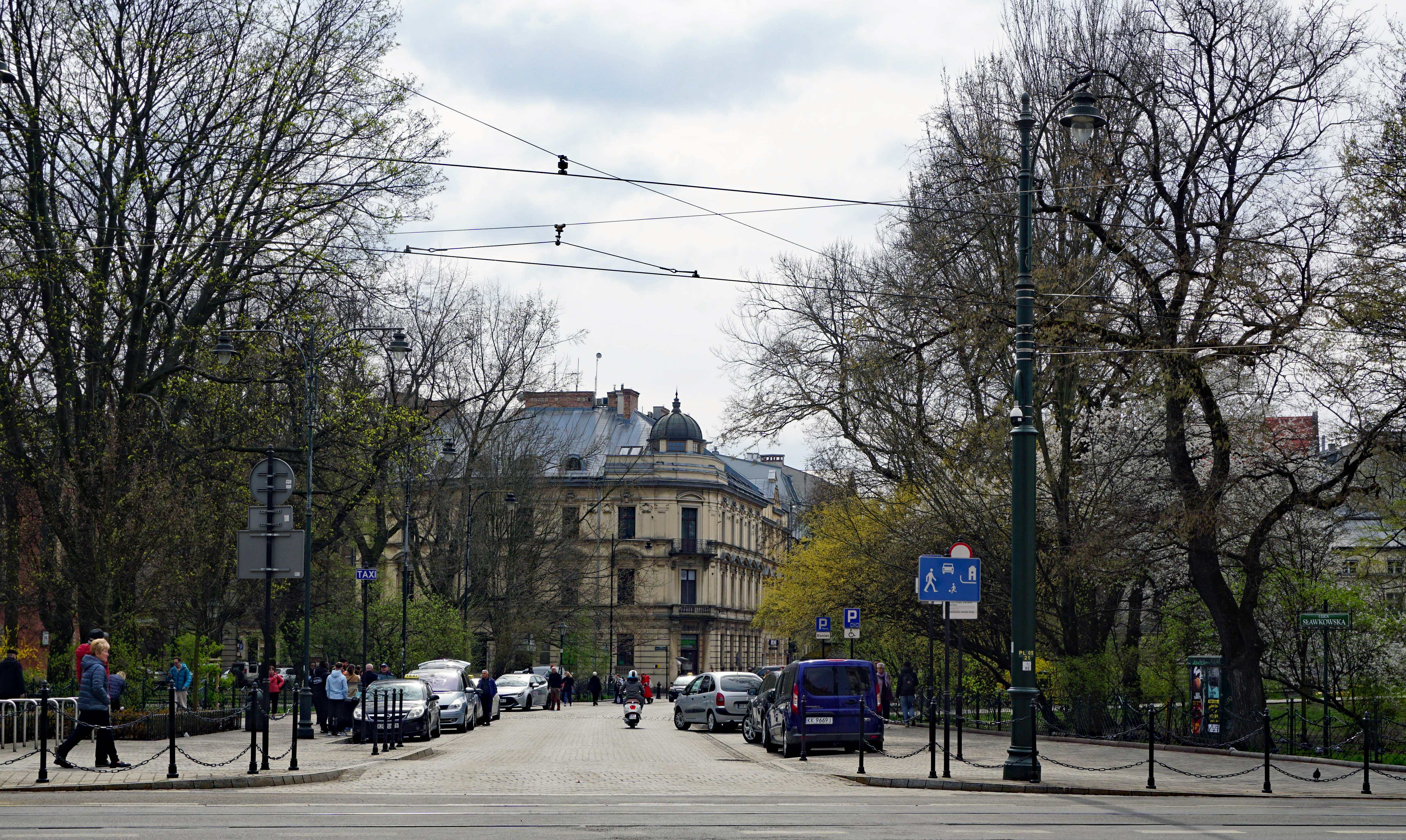
Вигляд на південь
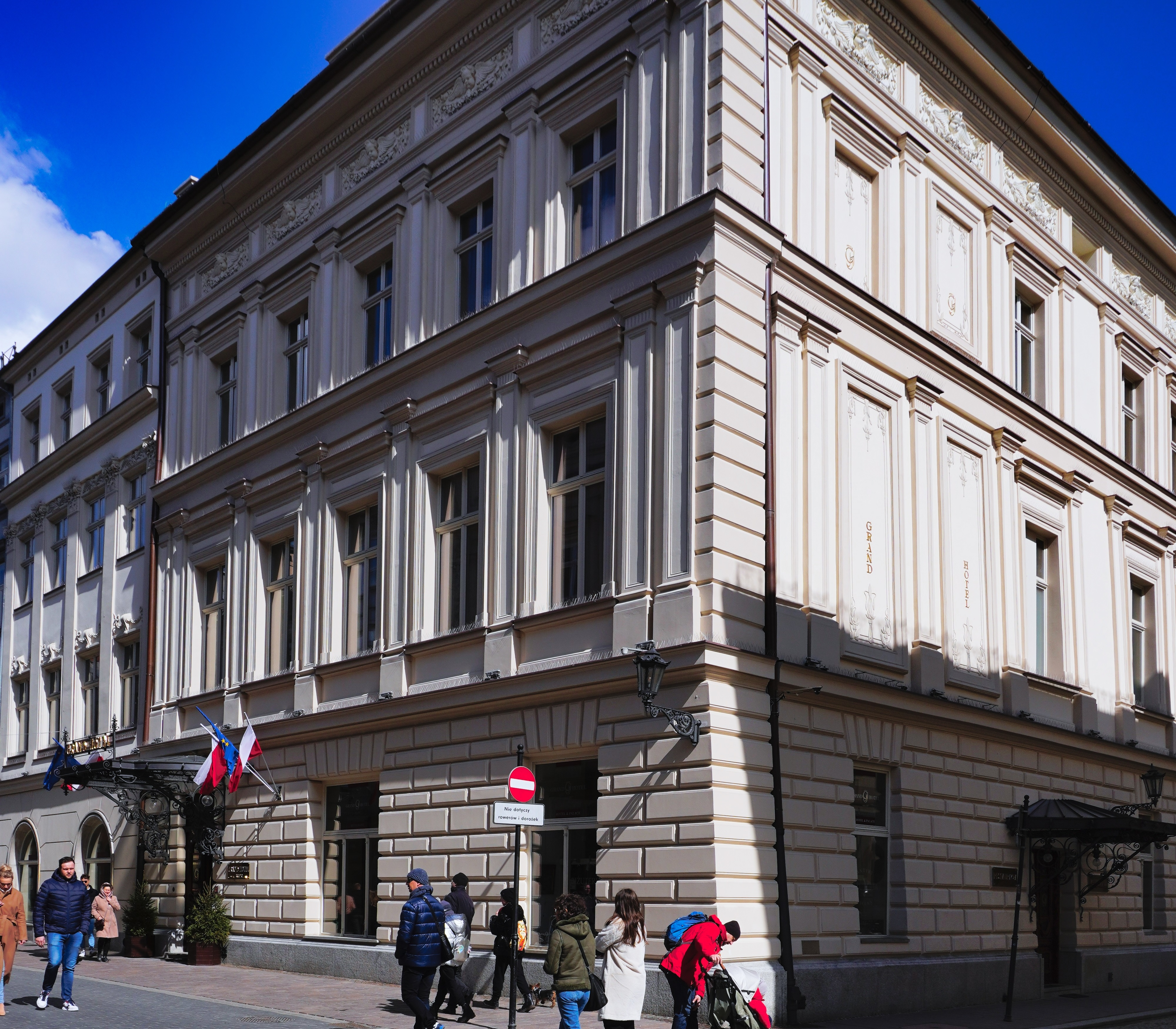
вул. Славковська 5–7 Готель Гранд
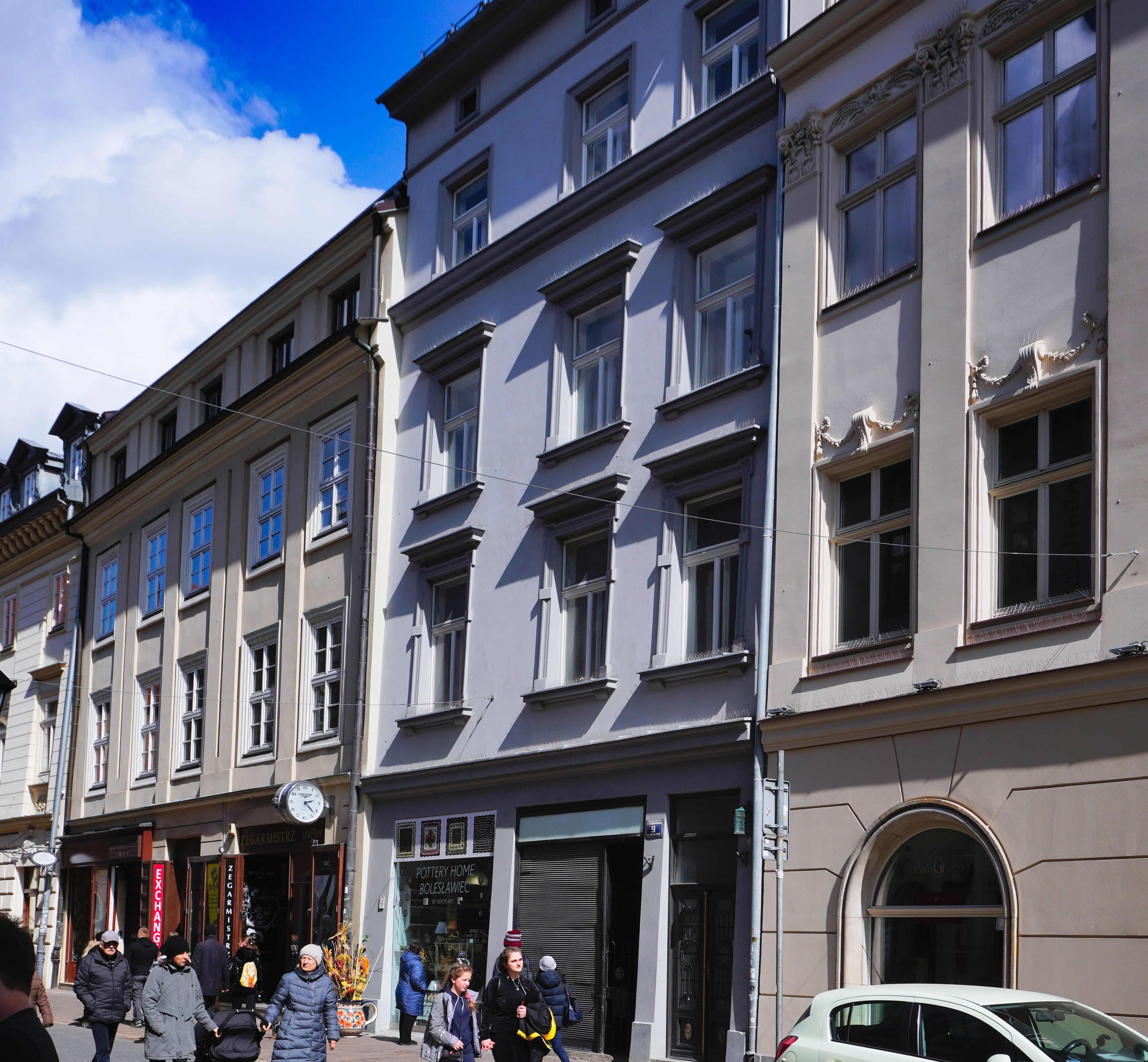
вул. Славковська 9 Історична кам'яниця
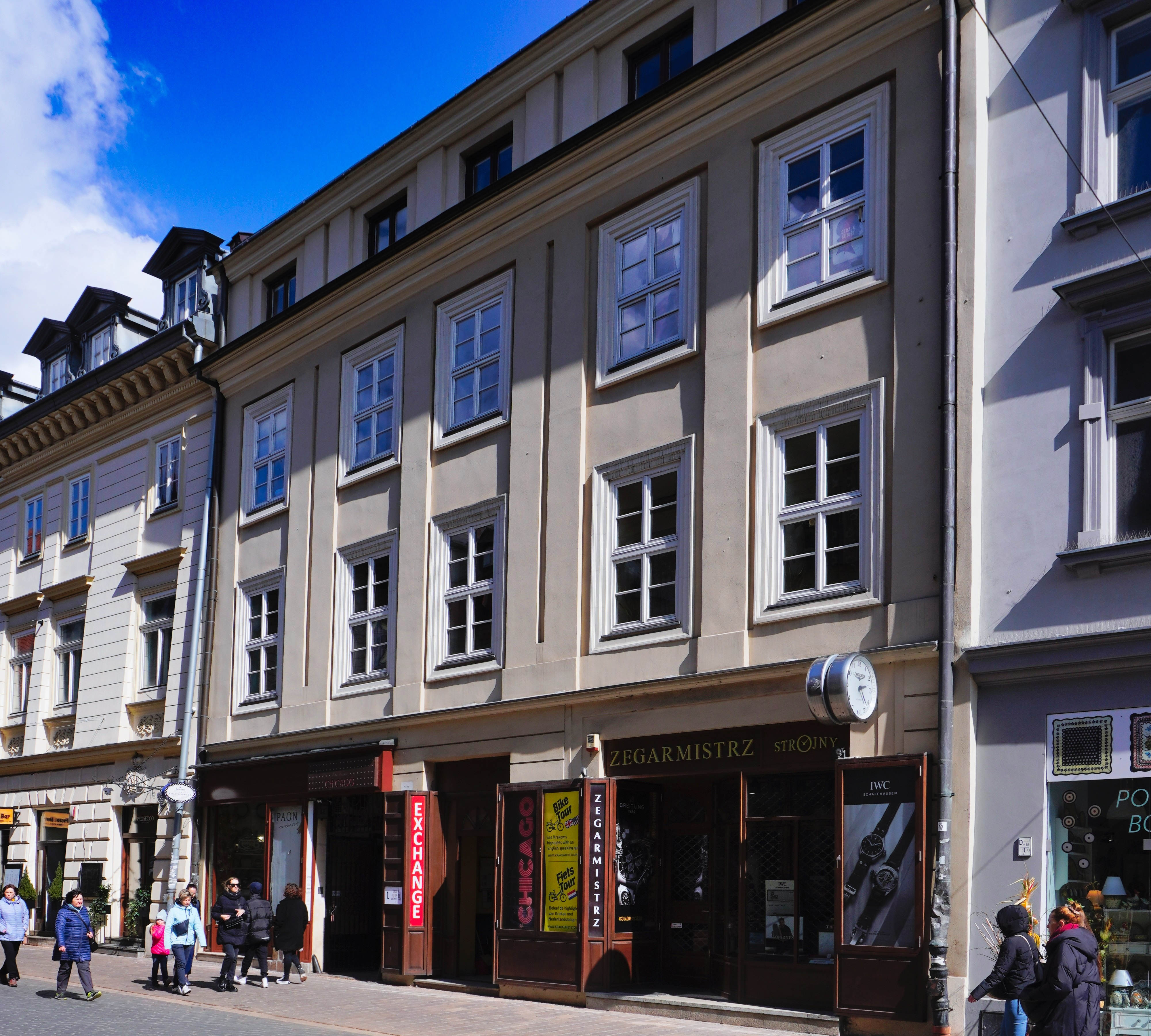
вул. Славковська 11 Історична кам'яниця
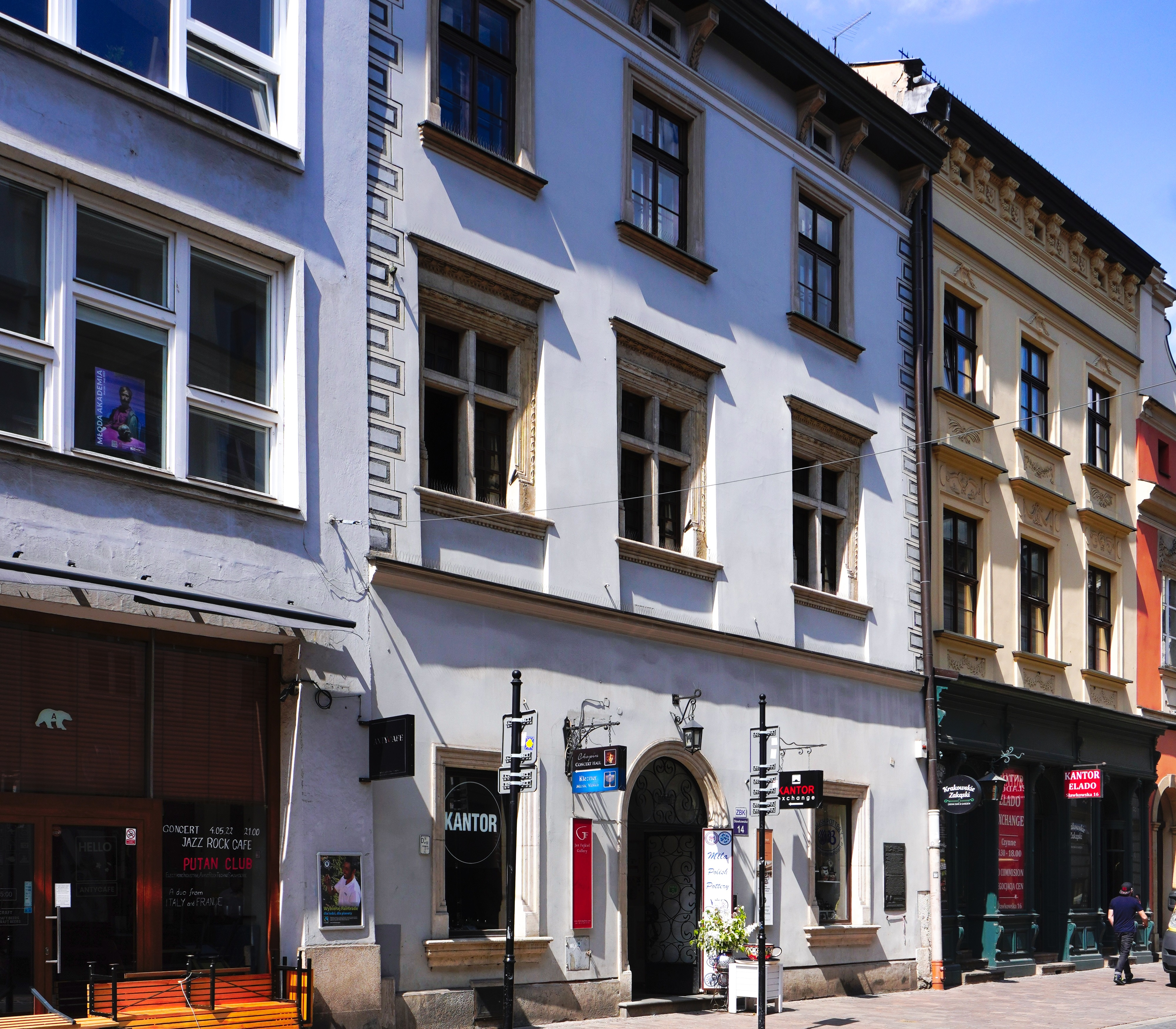
вул. Славковська 14 Історична кам'яниця
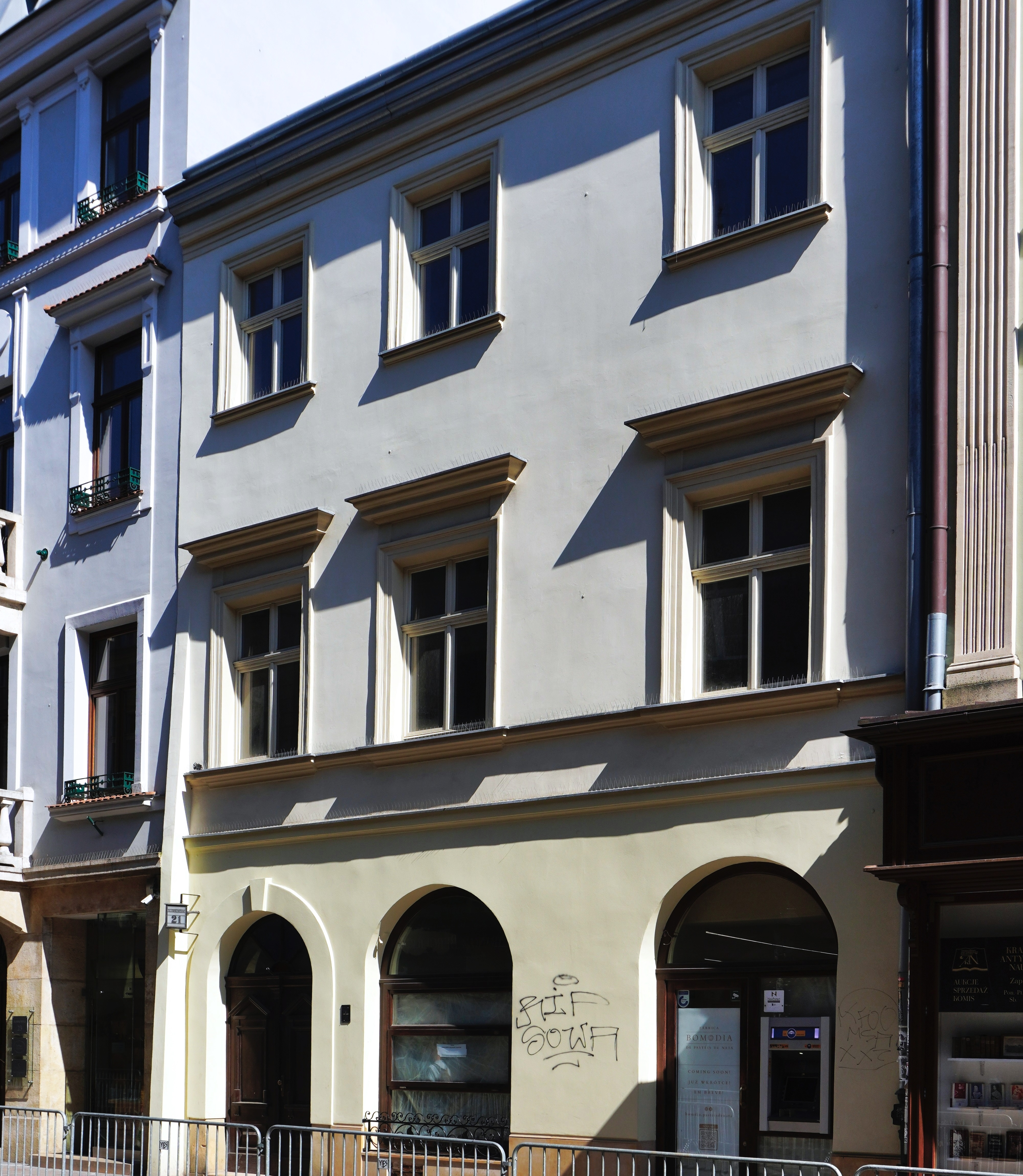
вул. Славковська 21 Історична кам'яниця
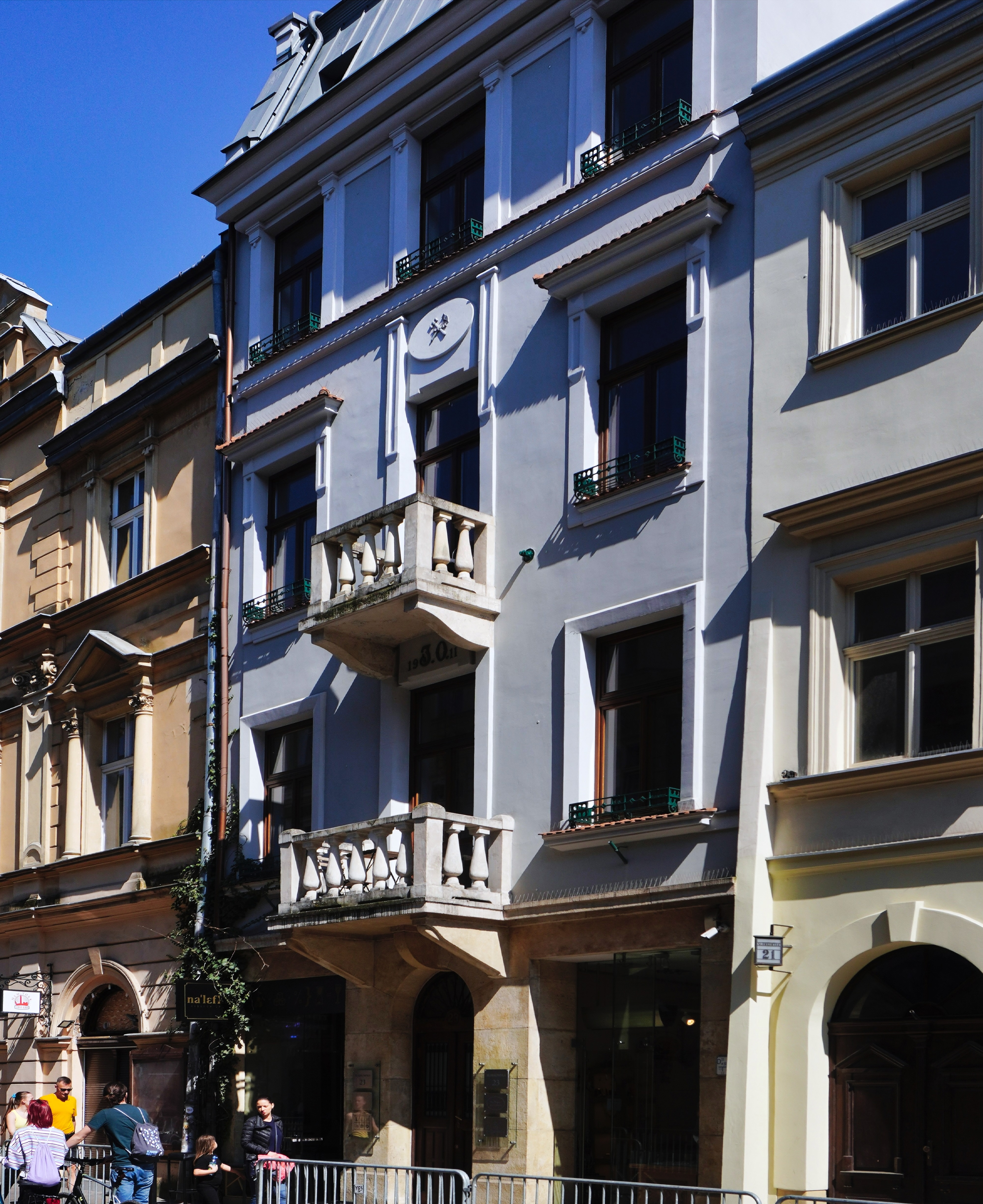
вул. Славковська 23 Історична кам'яниця
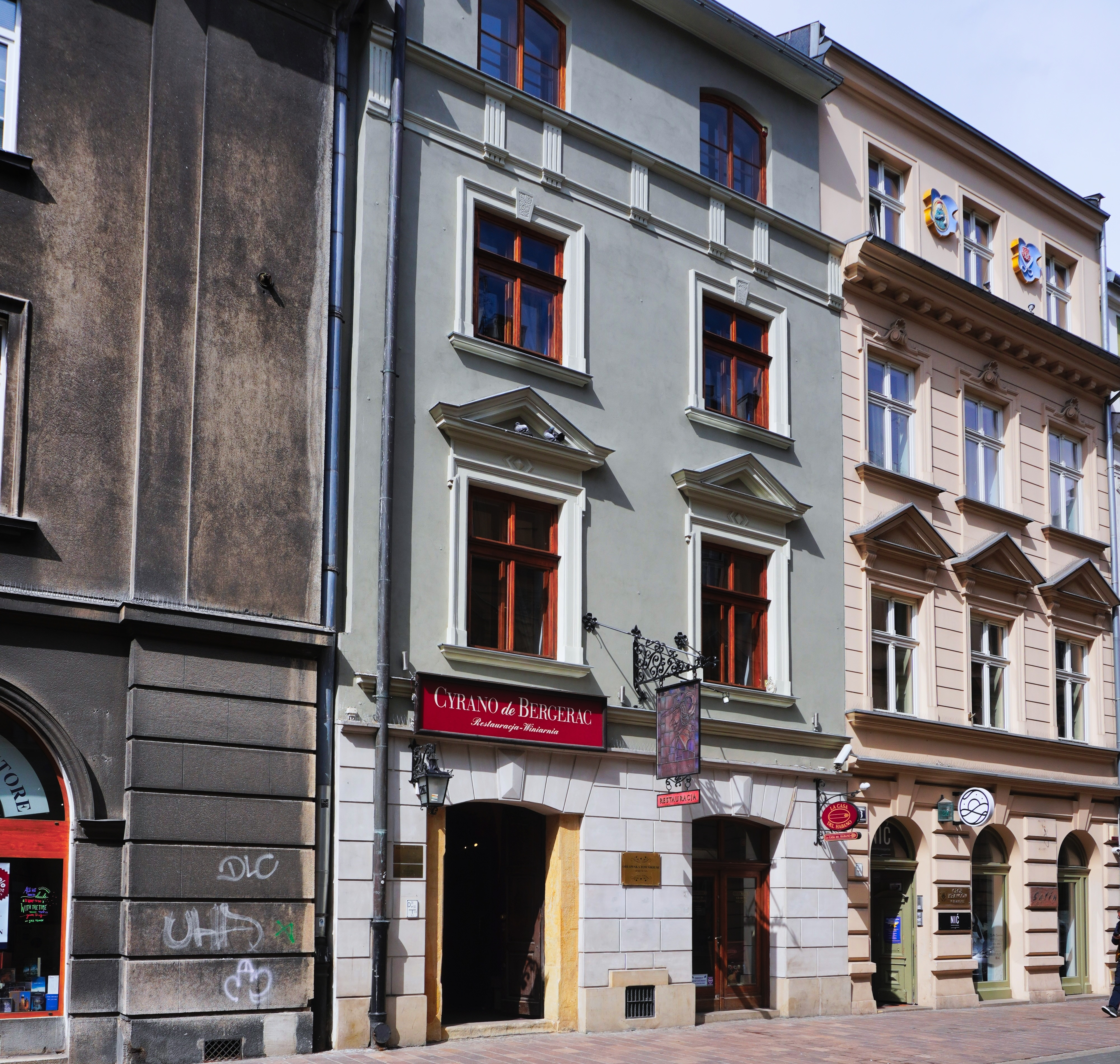
вул. Славковська 26 Історична кам'яниця
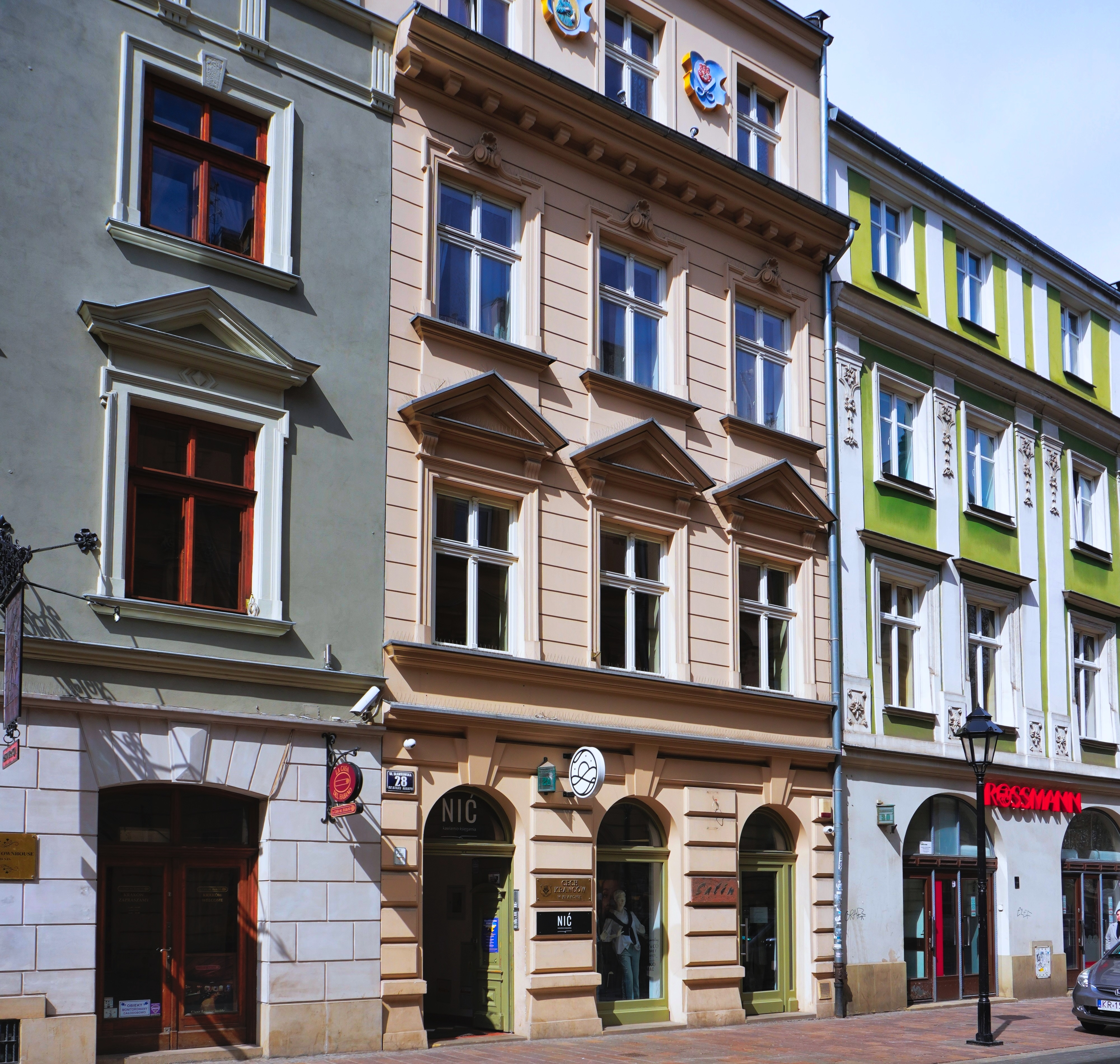
вул. Славковська 28 Історична кам'яниця, садибу цеху Кравців